# Замличі
За́мличі — село в Україні, у Локачинській селищній громаді Володимирського району Волинської області. Населення становить 307 осіб.

## Географія
Село розташоване на лівому березі річки Луга.

## Історія
У 1906 році село Хорівської волості Володимир-Волинського повіту Волинської губернії. Відстань від повітового міста 21 верст, від волості 10. Дворів 48, мешканців 382.
12 червня 2020 року, відповідно до розпорядження Кабінету Міністрів України № 708-р «Про визначення адміністративних центрів та затвердження територій територіальних громад Волинської області», увійшло до складу Локачинської селищної територіальної громади.
19 липня 2020 року, в результаті адміністративно-територіальної реформи та ліквідації  Локачинського району, село увійшло до новоутвореного Володимир-Волинського району (від 18 липня 2022 Володимирського).

## Населення
Згідно з переписом УРСР 1989 року чисельність наявного населення села становила 285 осіб, з яких 120 чоловіків та 165 жінок.
За переписом населення України 2001 року в селі мешкали 304 особи.

### Мова
Розподіл населення за рідною мовою за даними перепису 2001 року:
| Мова       | Відсоток |
| ---------- | -------- |
| українська | 96,09 %  |
| польська   | 2,28 %   |
| російська  | 1,30 %   |
| білоруська | 0,33 %   |